# Анибале Фроси
Анибале Фроси (на италиански: Annibale Frossi) е бивш италиански футболист и треньор.
Страдал е от късогледство, затова е играел с очила. Привърженик на дефанзивния стил на игра, един от разработчиците на „катеначото“.

## Кариера
Фроси започва професионалната си футболна кариера с отбора на Удинезе през 1929 г. и след дълъг престой в Серия Б с отборите на Падова, Бари и Л'Акуила е забелязан от италианския селекционер Виторио Поцо. Получава повиквателна за олимпийските игри през 1936 г., Италия става шампион, а Фроси голмайстор на турнира със седем попадения. Това му представяне буди интерес във водещите клубове в страната. През същата година преминава в редиците на Амброзиана-Интер, където играе до 1942 г., отбелязва 49 гола в 147 срещи и печели 2 шампионата и 1 Копа Италия. Прекарва 2 сезона в Про Патрия, а през 1945 г. след 5 и 2 гола с отбора на Комо приключва футболната си кариера.
През 1946 г. застава начело на скромния Луино, впоследствие и на редица други неамбициозни клубове. Преминава през ФК Торино и през 1956 г. се озовава отново в Интер. Там, съвместно с Луиджи Фераро (привърженик на атакуващия футбол), прави серия от 11 мача без загуба, но въпреки постигнатото, стила, който практикува и разногласията с Фераро са причината да се раздели с „нерадзурите“.

## Отличия
- Шампион на Италия: 2

Интер: 1937/38, 1939/40
- Копа Италия: 1

Интер: 1938/39
- Златен медалист: 1

Италия: Летни олимпийски игри в Берлин 1936 г.